# Edward Niño Hernández
Edward Niño Hernández (* 10. Mai 1986 in Bogotá) ist ein kolumbianischer Tänzer. Mit einer Körpergröße von etwas mehr als 70 Zentimetern trug er zweimal den Titel als kleinster lebender Mann der Welt im Guinness-Buch der Rekorde.

## Leben
Edward Niño Hernández ist der Älteste von fünf Brüdern und lebt in dem Stadtteil Bosa im Süden Bogotás. Er wog bei seiner Geburt nur 1.300 Gramm und verbrachte die ersten beiden Lebensmonate mit kritischer Prognose im Inkubator. Nach älteren Angaben seiner Mutter Noemí Hernández hörte er mit zwei Jahren ganz auf zu wachsen. Er selbst nannte 2010 ein Wachstumsende mit vier Jahren. Sein Vater Eliécer Niño Gamboa arbeitet als Wachmann bei Sicherheitsdiensten, war zeitweilig aber auch arbeitslos.
Eine Schwester war ebenfalls kleinwüchsig und starb 1992 in ihrem ersten Lebensjahr. Edwards 1999 geborener jüngster Bruder Miguel Ángel ähnelt ihm körperlich sehr und war als Elfjähriger nur 23 Zentimeter größer als er. Er unterstützte ihn schon als Kind in vielen Belangen des Alltagslebens, da er agiler war und besser Treppensteigen konnte als Edward. Heute ist er mehr als doppelt so groß wie sein Bruder. Die übrigen drei Geschwister sind ebenso wie beide Eltern normalwüchsig. Die medizinische Ursache der Wachstumshemmung konnte auch nach dreijähriger Untersuchung von Ärzten der Universidad Nacional de Colombia in seiner Kindheit nicht geklärt werden. Erst 2010 stellte sich heraus, dass der Kleinwuchs auf eine schwere Form von Hypothyreoidismus zurückzuführen ist, eine Funktionsstörung der Schilddrüse. Edward litt unter Katarakten an beiden Augen und hat sonst keine wesentlichen Gesundheitsstörungen. Allerdings wird er schnell müde und neigt trotz humoriger Ausstrahlung zu Depressionen. Da seine Familie die notwendigen Augenoperationen nicht bezahlen konnte, konnte er sehr schlecht sehen und deswegen kaum lesen und aufgrund seiner kleinen Hände auch nur schwer schreiben. Wegen seiner hohen Stimme ist er manchmal schwer zu verstehen. Er musste mehrere Schuljahre wiederholen und beendete seine Ausbildung im 7. Schuljahr, weil die Hänseleien und Mobbingattacken durch Mitschüler unerträglich wurden. Seitdem verdiente er etwas Geld mit Reggaeton-Tanzdarbietungen in Einkaufszentren und Geschäften und spielte in einem Actionfilm einen Drogenhändler. Erst nach seinem Titelgewinn im Herbst 2010 wurden seine Augen operiert.
2007 wurde er nach dem Besuch eines Reporters als kleinster Mann Kolumbiens entdeckt und bewarb sich einige Zeit später bei Guinness. Der Kolumbianer wurde am 4. September 2010 vom Guinness-Buch der Rekorde zum kleinsten lebenden Mann der Welt gekürt, nachdem der vorherige Titelinhaber, der vier Zentimeter größere Chinese He Pingping, am 13. März 2010 verstorben war. Seine von den Guinness-Juroren damals offiziell festgestellte Größe betrug 70,21 Zentimeter. Nach nicht einmal sechs Wochen ging der Titel am 14. Oktober 2010 jedoch an Khagendra Thapa Magar über, einen 67 Zentimeter großen Nepalesen, der an diesem Tag 18 Jahre alt wurde. Niño Hernández war weiter als kleinster Mann Kolumbiens bekannt.
Am 9. September 2010 wurde Edward Niño Hernández von dem kurz zuvor ins Amt gekommenen kolumbianischen Präsidenten Juan Manuel Santos empfangen, vor dem er tanzte und von dem er einen Laptop, vier CDs und eine kostenlose kolumbianische Krankenversicherungskarte (SISBEN) erhielt. Im November 2010 trat er in Buenos Aires als Gast in der Show der argentinischen Entertainerin Susana Giménez auf. Kurz zuvor hatte er seine Augenoperation überstanden und trug deswegen noch für einige Zeit die bis dahin für ihn typische dunkle Sonnenbrille. Planungen, die ihm weitere Auslandsreisen als kolumbianischer Sympathiebotschafter ermöglichen sollten, realisierten sich wegen des raschen Endes seiner Rekordhalterschaft allerdings nicht. Niño trat in der Folge noch in verschiedenen Fernsehsendungen auf, verdiente aber – anders als von Verwandten und Nachbarn erwartet – kaum Geld mit seinem Titel, was zu Spannungen im familiären Bekanntenkreis führte. Das Angebot eines 1,82 Meter großen Fotomodells, das Edwards Mutter vorschlug, zum Schein seine Freundin zu werden und damit Aufmerksamkeit zu erregen, lehnte die Familie ab.
Er trat weiter mit Tanzprogrammen in Diskotheken und vor Supermärkten auf, auch in anderen Städten des Landes. Im Dezember 2012 erfüllte er sich seinen lange gehegten Traum zu fliegen, indem er sich als Maskottchen des damals von Rocket Internet und der Tengelmann-Gruppe aufgebauten kolumbianisch-mexikanischen E-Commerce-Versandhauses Linio vor Zuschauern in einem Park im Norden Bogotás an einer Traube Gasluftballons in die Luft erhob. Als Straßentänzer tanzt Niño Hernández hauptsächlich zu Reggaeton, Merengue und Vallenato. Allerdings bewegt er sich ungern allein in der Öffentlichkeit. Insgesamt siebenmal wurde der 11 Kilo schwere Mann im Laufe seines Lebens von Fremden auf der Straße aufgehoben und mitgenommen, die ihn teils als Attraktion weiterverkaufen wollten.
Nach dem Tod Khagendra Thapa Magars am 17. Januar 2020 erhielt Niño Hernández den Weltrekord als kleinster lebender gehfähiger Mann mit seiner neu vermessenen aktuellen Körpergröße von 72,10 cm zurück. Der wiedererlangte Titel wurde ihm am 11. Mai 2020 bei der Feier seines 34. Geburtstags während der Corona-Pandemie in einem Krankenhaus in Bogotá im Beisein seiner Hausorthopädin Cristina Suárez verliehen. Kleinster lebender Mann der Welt war zu dieser Zeit noch der 27-jährige Philippiner Junrey Balawing mit einer Körpergröße von 59,93 Zentimetern, der allerdings immobil war. Balawing starb am 28. Juli 2020. In der Ausgabe 2021 steht Niño Hernández daher wieder als der kleinste lebende Mann der Welt im Guinness-Buch. Kleinste lebende Frau der Welt ist seit ihrem 18. Geburtstag am 16. Dezember 2011 unverändert die siebeneinhalb Jahre jüngere und knapp zehn Zentimeter kleinere Inderin Jyoti Amge mit einer seinerzeit vermessenen Körpergröße von 62,80 cm. Im Oktober 2020 traf sich Edward Niño mit Ozuna, einem puerto-ricanischen Reggaeton-Musiker, der seit 2018 als der meistgesehene Künstler auf YouTube im Guinness-Buch der Rekorde verzeichnet ist.
Im September 2022 (während der Unruhen nach der Tod von Mahsa Amini im Nordiran) meldete das iranische Staatsfernsehen, der kurdische Iraner Afschin Ghaderzadeh aus Bukan sei mit einer Körpergröße von weniger als 65 cm vermessen worden und werde bei Guinness World Records gemeldet. Im Dezember 2022 wurde der Rekord in Dubai mit 65,24 cm bestätigt und der 20-jährige Ghaderzadeh löste den Kolumbianer Niño Hernández in der 2023 erschienenen Ausgabe des Guinness-Buches für 2024 als kleinster Mann der Welt ab.